# Mostra de Venise 1967

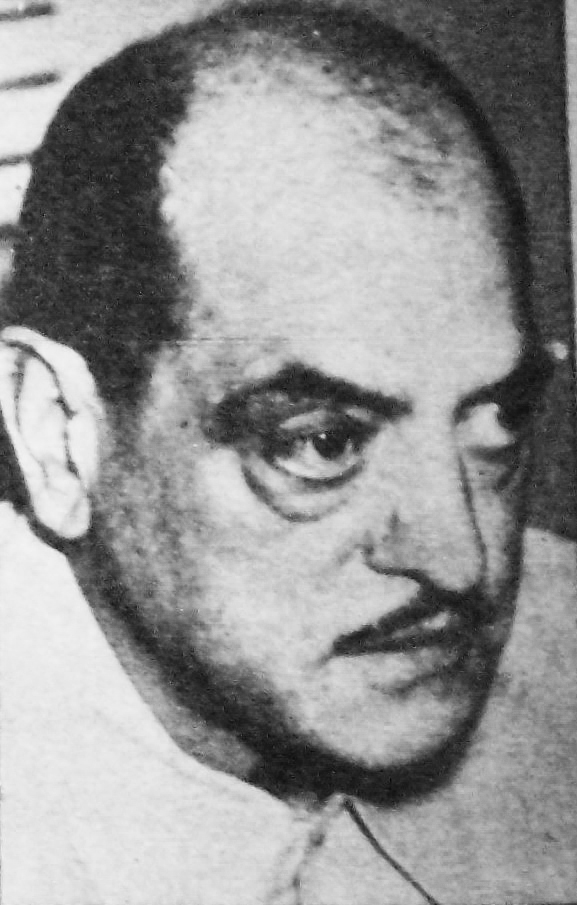
Luis Buñuel

La Mostra de Venise 1967 s'est déroulée du 26 août au 8 septembre 1967.

## Jury
- Alberto Moravia (président, Italie), Carlos Fuentes (Mexique), Juan Goytisolo (Espagne), Erwin Leiser (Allemagne), Violette Morin (France), Susan Sontag (É.-U.), Rostislav Jurenev (URSS).

## Palmarès
- Lion d'or pour le meilleur film : Belle de jour de Luis Buñuel
- Coupe Volpi de la meilleure interprétation masculine : Ljubiša Samardžić pour Le Matin de Mladomir Puriša Đorđević
- Coupe Volpi de la meilleure interprétation féminine : Shirley Knight pour Dutchman (en) d'Anthony Harvey